# Aéroport de Vinh
L'aéroport de Vinh (code IATA : VII • code OACI : VVVH) est un aéroport mixte civil et militaire situé près de la ville de Vinh dans la province de Nghệ An au centre du Viêt Nam. Il comporte une piste en béton de 2400 m x 45 m, capable d’accueillir des A320, A321 ou équivalents.

## Situation

### Carte des aéroports du Viêtnam
| Vân Đồn (2018) Thọ Xuân Chu Lai Liên Khuong Đà Nẵng Hải Phòng Cat Bi Hanoï Saïgon Nha Trang Phú Quốc Vinh Buôn Ma Thuôt Cà Mau Côn Đảo Đồng Hới Pleiku Phù Cát Phú Bài Rach Gia Nà Sản Đông Tác Vũng Tàu Cần Thơ Diên Biên Phu Quảng Trị |

## Compagnies et destinations
| Compagnies                       | Destinations                                                                |
| -------------------------------- | --------------------------------------------------------------------------- |
| Jetstar Pacific Airlines         | Cam Ranh, Hô Chi Minh Ville (Tân Sơn Nhất)                                  |
| Vietjet Air                      | Buôn Ma Thuôt, Đà Lạt-Liên Khuong, Hô Chi Minh Ville (Tân Sơn Nhất), Pleiku |
| Vietnam Airlines                 | Đà Nẵng, Hanoï-Nội Bài, Hô Chi Minh Ville (Tân Sơn Nhất)                    |
| Vietnam Airlines opéré par VASCO | Hanoï-Nội Bài                                                               |

Édité le 24/07/2018